# Bupalus immacula
Bupalus immacula là một loài bướm đêm trong họ Geometridae.